# Running with Scissors
Running with Scissors is een Amerikaanse tragikomische film uit 2006 onder regie van Ryan Murphy, gebaseerd op het gelijknamige boek van Augusten Burroughs. Hoofdrolspeelster Annette Bening werd hiervoor genomineerd voor onder meer een Golden Globe. Joseph Cross won voor zijn rol daadwerkelijk een Satellite Award.

## Verhaal
Augusten Burroughs groeit op in een disfunctioneel gezin. Als kind staat moeder Deirdre hem af aan haar psychiater, dr. Finch. Deze man lijkt op de Kerstman en maakt zelf ook onderdeel uit een niet-alledaagse familie.

## Rolverdeling
| Acteur            | Personage          |
| ----------------- | ------------------ |
| Brian Cox         | Dokter Finch       |
| Annette Bening    | Deirdre Burroughs  |
| Joseph Cross      | Augusten Burroughs |
| Evan Rachel Wood  | Natalie Finch      |
| Joseph Fiennes    | Neil Bookman       |
| Alec Baldwin      | Norman Burroughs   |
| Gwyneth Paltrow   | Hope Finch         |
| Kristin Chenoweth | Fern Stewart       |
| Jill Clayburgh    | Agnes Finch        |